# Sportino Inowrocław
Le Sportino Inowrocław est un club polonais de basket-ball situé dans la ville de Inowrocław.